# Jüdischer Friedhof (Satu Mare)

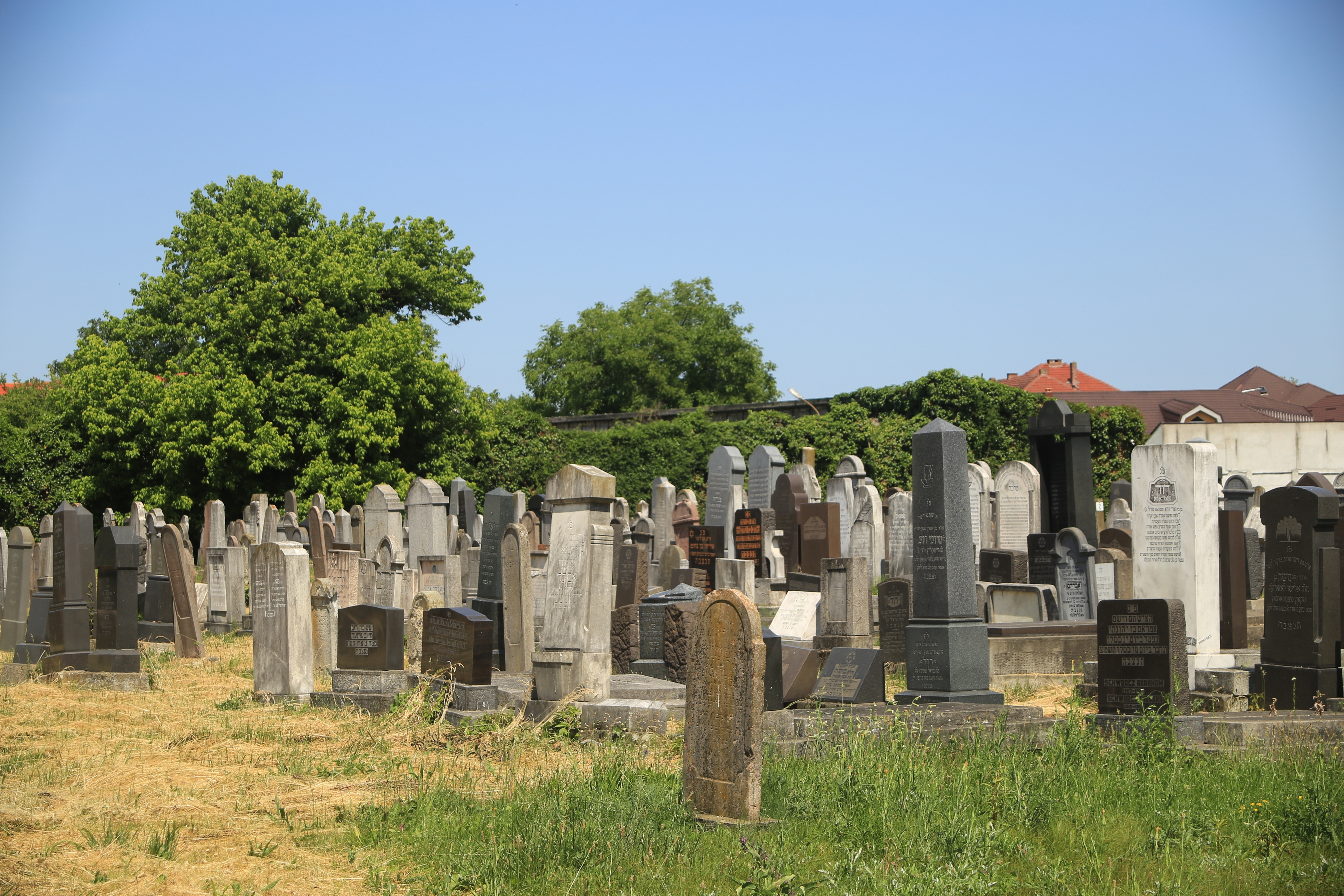
Blick über den Friedhof

Der Jüdische Friedhof Satu Mare ist ein jüdischer Friedhof in der rumänischen Stadt Satu Mare (deutsch: Sathmar). Er liegt im östlichen Bereich der Stadt zu beiden Seiten der Strada 9 Mai 1877 in direkter Nachbarschaft des katholischen sowie des rumänisch-orthodoxen Friedhofs.